# Poul Erik Andreasen
Poul Erik Andreasen (Nørresundby, 17 dicembre 1949) è un allenatore di calcio ed ex calciatore danese, di ruolo attaccante.

## Carriera

### Giocatore

#### Club
Andreasen vestì le maglie di B 1903 e Aalborg.

#### Nazionale
Giocò 2 partite per la Danimarca under 21, mettendo a segno un gol. Esordì il 22 settembre 1973, schierato titolare nella vittoria per 4-1 sulla Norvegia under 21, sfida in cui mise a referto una rete.

### Allenatore
Andreasen diventò allenatore dell'Aalborg a più riprese: una prima volta dal 1983 al 1984, una seconda dal 1990 al 1995 e una terza dal 2002 al 2003. Dal 1985 al 1988, guidò il Nørresundby. Fu poi scelto per guidare i norvegesi del Viking, incarico che ricoprì dal 1996 al 1999. Dal 2000 al 2001 fu invece al Vejle.

## Palmarès

### Allenatore

#### Competizioni nazionali
- Campionato danese: 1

Aalborg: 1994-1995